# دائرة إشمول
دائرة إشمول هي إحدى دوائر ولاية باتنة الجزائرية.